# Габ (река)
Тала, в верховьях Габ — река в России, протекает по территории Беломорского района Карелии. Впадает в озеро Ильино. Длина реки — 17 км.
Протекает через Габозеро и Чундозеро.

## Данные водного реестра
По данным государственного водного реестра России относится к Баренцево-Беломорскому бассейновому округу, водохозяйственный участок реки — реки бассейна Онежской губы от южной границы бассейна реки Кемь до западной границы бассейна реки Унежма, без реки Нижний Выг. Речной бассейн реки — бассейны рек Кольского полуострова и Карелии, впадает в Белое море.